# Лаборецька Верховина
Лаборецька Верховина (Laborecká vrchovina) — гірський масив в Словаччині; геоморфологічна підодиниця масиву Низькі Бескиди.. Найвища точка — Високий грунь (905 метрів). Місце розташування — Пряшівський край.
Протікають Гришов потік і Свидничанка.